# Ван-Кортландт-парк — 242-я улица (линия Бродвея и Седьмой авеню, Ай-ар-ти)
|   |   |   |   |   |   |
| · | · | · | · | · | · |

|   |   |   |   |   |   |
| · | · | · | · | · | · |

«Ван-Кортландт-парк — 242-я улица» (англ. Van Cortlandt Park–242nd Street) — станция Нью-Йоркского метрополитена, расположенная на линии Бродвея и Седьмой авеню, Ай-ар-ти.  На станции останавливается маршрут 1 (круглосуточно). Станция является северной конечной для него. Оба пути заканчиваются тупиками: поезд приходит на любой из путей и отправляется обратно. Она представлена одной островной платформой, обслуживающей два пути, и двумя закрытыми боковыми платформами.
Станция была открыта 1 августа 1908 года. Рядом со станцией расположен Манхэттенский колледж.

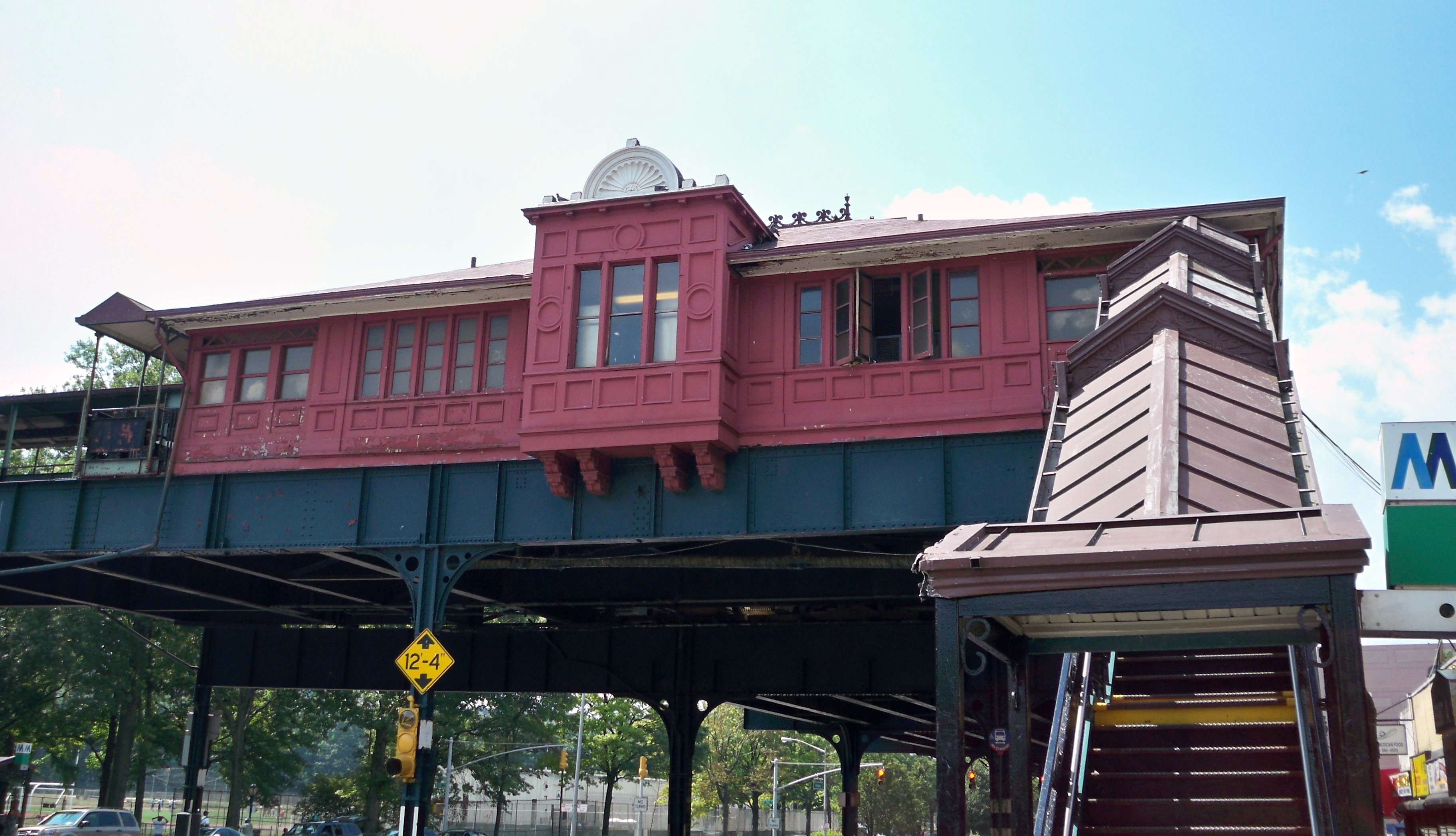
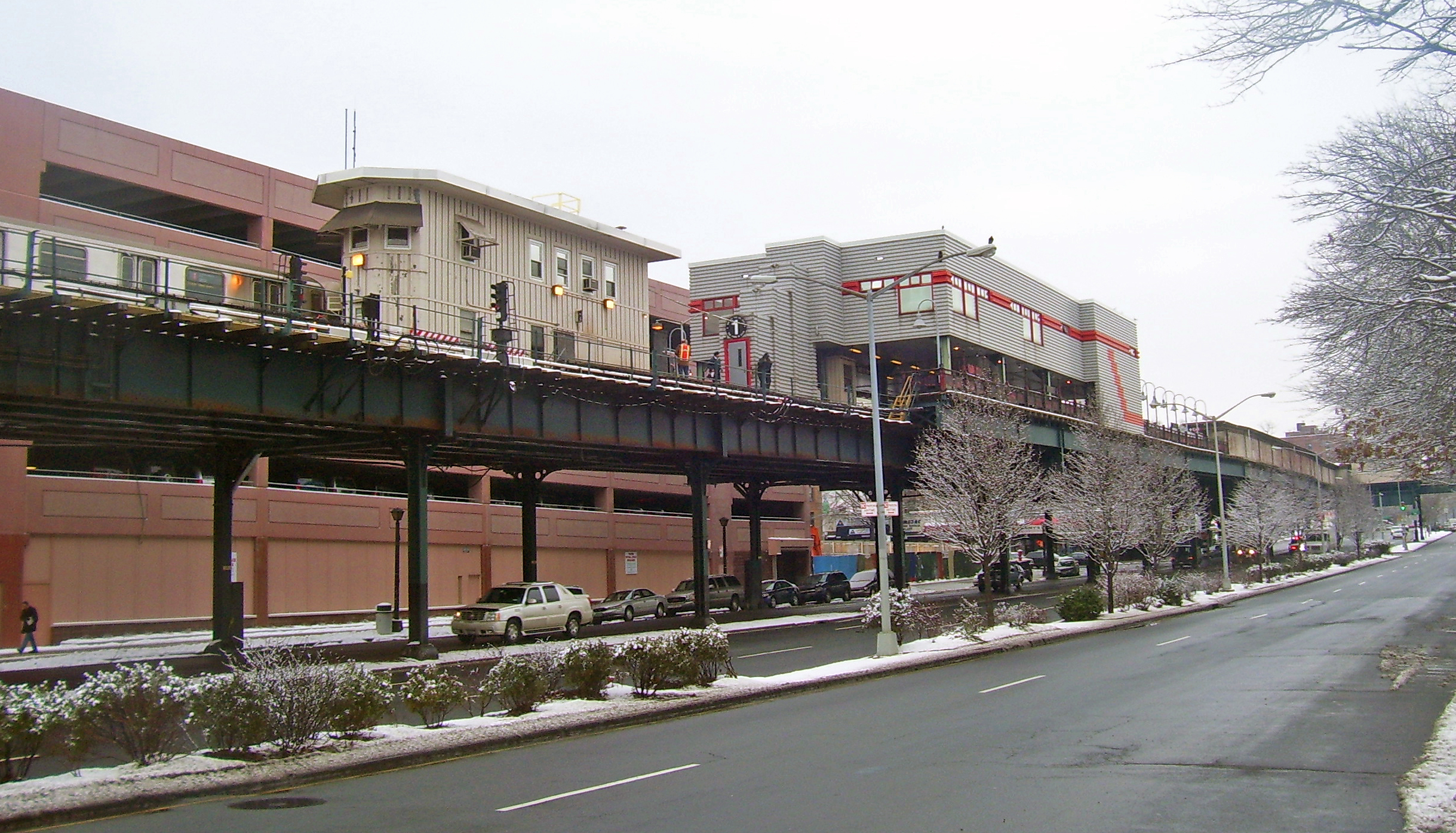